# Acid arsenios
Acidul arsenios este un acid anorganic rar cu formula chimică H3AsO3. Sărurile acestui acid se numesc arseniți. Arseniții sunt relativ răspândiți în natură sub formă de minerale. Acidul este format din trei elemente: hidrogen, arsen și oxigen.